# Luis Cabeza de Vaca
Luis Cabeza de Vaca de Jaén (Jaén, circa 1465-Palencia, 22 de noviembre, o bien 12 de diciembre de 1550) fue un humanista y obispo español, maestro del rey Carlos I de España, obispo de la diócesis de Canarias desde 11 de marzo de 1523, obispo de Salamanca desde 22 de junio de 1530, y obispo de Palencia desde 30 de mayo de 1537.

## Antecedentes
Descendientes de conquistadores gallegos implicados en las Conquistas de Córdoba y de Sevilla en el siglo XIII bajo el Rey Fernando III de León y II de Castilla, recibieron tierras en el Repartimiento de Sevilla de 1253. A mediados del siglo XV, Urraca Cabeza de Vaca se casaría con Gómez de Sotomayor, y sus hijos serían conocidos como Pero Vaca, lo mismo que el hermano de Urraca (muerto en 1486) que era heredado en Teruel y Zaragoza por el rey Juan II de Aragón, el eclesiástico llamado Luis Cabeza de Vaca de Jaén, teniendo ambos por hermanos con apellido del padre (no eclesiásticos) a los llamados Alfonso Méndez de Sotomayor y Gómez Méndez de Sotomayor, este último con tierras en Utrera (provincia de Sevilla), sepultado en la Capilla Mayor del Monasterio del Carmen en Sevilla. 
El llamado Pero Vaca de Sotomayor fue maestre sala de Fernando II de Aragón, comendador de Alpages en la Orden de Santiago, corregidor de Cuenca y del marquesado de Villena, capitán de 160 hombres de armas de Ávila y de Fontiveros en la intervención en África de 1509, casado con Aldara Osorio, con 100.000 maravedíes de juro de heredad en Alcaraz, provincia de Albacete, y padre del que llamaron Diego Vaca de Sotomayor (¿y Osorio?). Este Diego casaría con María de Benavides y Carrillo, hija de Francisco de Benavides y Pacheco, tercer conde de Santisteban del Puerto, Jaén.
Diego Vaca de Sotomayor y Benavides Carrillo se casaría en Jerez de la Frontera (Provincia de Cádiz) con una hija de un Vaca Cabeza de Vaca jerezano, familia del Duque de Arcos (y Condes de Bailén, en Jaén). Resulta pues muy tentador adscribir al formidable explorador de Norteamérica y luego también en Sudamérica Alvar Núñez Cabeza de Vaca, nacido en Jerez con esta familia en documentos que habría que investigar más y mejor. 
El hermano de este Pero Vaca Cabeza de Vaca, Maestre Sala de Fernando el Católico y conexiones con Jaén, Bailén y Santisteban del Puerto (todas en la provincia de Jaén), con los Osorio palentinos por matrimonio y con los Ponce de León, Duques de Arcos y Señores de Bailén y los Benavides de Santisteban del Puerto de la provincia de Jaén y expedicionarios también a la Península de Florida (actualmente parte de Estados Unidos) en los años treinta del siglo XVI es además Luis Cabeza de Vaca, relacionado personalmente y familiarmente a través de su hermano Pero Vaca con el Obispo bastardo de Jaén Luis de Osorio (entre 1482 y 1496), un Osorio, relacionado con la expedición matrimonial a Flandes con los hijos/hijas del emperador Maximiliano I Habsburgo y d´Aviz de Portugal.

## Biografía
Luis Cabeza de Vaca, conocedor del pensador cristiano Erasmo de Róterdam, consagró al arzobispo Jerónimo de Loayza y fue coconsagrante del arzobispo Jorge de Austria, entre otros.
Luis Cabeza de Vaca debió de absorber en su juventud muchos conocimientos del no demasiado piadoso obispo de Jaén Luis Osorio de Acuña o de Guzmán, (obispo amancebado con Isabel de Losada entre 1483 y 1496) que muere en Flandes en 1496, que intervino (y murió) en las negociaciones con la Casa de Borgoña para los matrimonios del malogrado Príncipe Juan de Aragón y Castilla, único hijo varón de los Reyes Católicos y de su desdichada hermana y luego reina titular de Castilla Juana I de Castilla La Loca, madre del Rey Carlos I de España, de quien el Obispo Luis Cabeza de Vaca fue con una gran probabilidad maestro.
Este Luis Cabeza de Vaca es pues un erasmista español conocedor de otros obispos erasmistas españoles como barrera moral contra las tesis luteranas originadas hacia 1521, que resquebrajaban ideológicamente el concepto multisecular del Sacro Imperio Romano Germánico al lado de prelados tan dispares como el Arzobispo de Santiago de Compostela Alonso de Fonseca, (muerto 1534), Alonso Manrique (obispo de Córdoba de 1516 a 1523, arzobispo de Sevilla desde 1523 e Inquisidor General), (muerto 1538). Notemos que Erasmo de Róterdam trató también personalmente en Flandes con el culto hijo bastardo de Cristóbal Colón, Hernando Colón y Enríquez de Harana (Córdoba, 1488 - Sevilla, 1539), hijo de Beatriz Enríquez de Harana, que usaba como muchas mujeres de los siglos XIV y XV el apellido de la madre (la abuela de Hernando) pero casada en realidad con un Torquemada, debiendo citársele por tanto como Hernando Colón y Torquemada. 
Podemos incluir en este grupo también a pseudo-racionalistas cristianos como Martín de Casteñaga, editor en Logroño en 1527 del "Tratado de las supersticiones", de Alonso Fernández de Madrid, traductor del Enchiridion Milites Christiani de Erasmo de Róterdam y dedicado al Arzobispo sevillano e Inquisidor General Alonso Manrique, del Maestro Bernardo Pérez autor del prólogo a la traducción castellana de los Silenes de Alcibíades, también de Erasmo, de 1529, y de otros brillantes intelectuales de la época como Juan de Vergara, su hermano Francisco de Vergara o Alvar Gómez de Castro apenas estudiados o mencionados incluso hoy. 
Cabe pensar tentativamente en el sevillano Antonio del Corro, Casiodoro de Reina, Juan Pérez de Pineda, Juan de Valdés, Francisco de Encinas, el hermano del antes citado, Alfonso de Valdés o el ajusticiado en Sevilla por la Inquisición Julián Hernández.
Los llamados "focos protestantes" de Valladolid, Sevilla, Guadalajara, Llerena... investigados posteriormente pueden trazar sus orígenes en este movimiento eclesial que reclamaba, al principio, mayor pureza espiritual y "fraternidad" entre sus adeptos entre otras cosas.
| Predecesor: Fernando Vázquez de Arce | Obispo de Canarias 1523-1530  | Sucesor: Pedro Fernández Manrique |
| Predecesor: Francisco de Bobadilla   | Obispo de Salamanca 1530-1537 | Sucesor: Rodrigo Mendoza Manrique |
| Predecesor: Francisco de Mendoza     | Obispo de Palencia 1537-1550  | Sucesor: Pedro de la Gasca        |